# Centenario

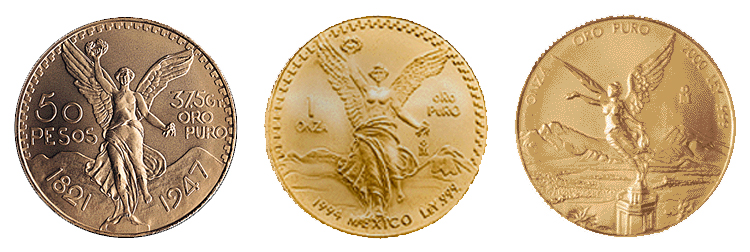
Centenario de 1947, 1 unça d'or Sèrie Libertad i 1 unça d'or Nova Sèrie Libertad (D'esquerra a dreta)

El Centenario (literalment en català centenari) és una moneda d'or emesa pel Banc de Mèxic, que s'encunyà per primera vegada en 1921 com a moneda d'encuny corrent per commemorar el primer centenari de la independència mexicana. L'any 1931 se suspengué la seva encunyació i hagué d'esperar fins a 1943 per poder tornar a encunyar-se. A l'anvers presenta un antic Escut de Mèxic, al seu revers ens mostra el monument de l'Àngel de la Independència, al fons s'aprecien els volcans Iztaccíhuatl i Popocatépetl.
Aquesta moneda té un contingut d'or pur d'1.20565 unça, i una puresa de 0.900, pel que és una de les monedes de més qualitat de tot el món. En aquesta moneda es basa el disseny original de les monedes de la sèrie Libertad.
| Any       | Quantitat encunyada |
| --------- | ------------------- |
| 1921      | 180,000             |
| 1922      | 463,000             |
| 1923      | 432,000             |
| 1924      | 439,000             |
| 1925      | 716,000             |
| 1926      | 600,000             |
| 1927      | 606,000             |
| 1928      | 538,000             |
| 1929      | 458,000             |
| 1930      | 372,000             |
| 1931      | 137,000             |
| 1943      | 89,000              |
| 1944      | 593,000             |
| 1945      | 1'012,000           |
| 1946      | 1'588,000           |
| 1947      | 309,000             |
| 1949-1972 | 3'975,654           |
| 1996      | ?                   |
| 2000-2009 | 302,000             |